# Haute Maison (Woippy)

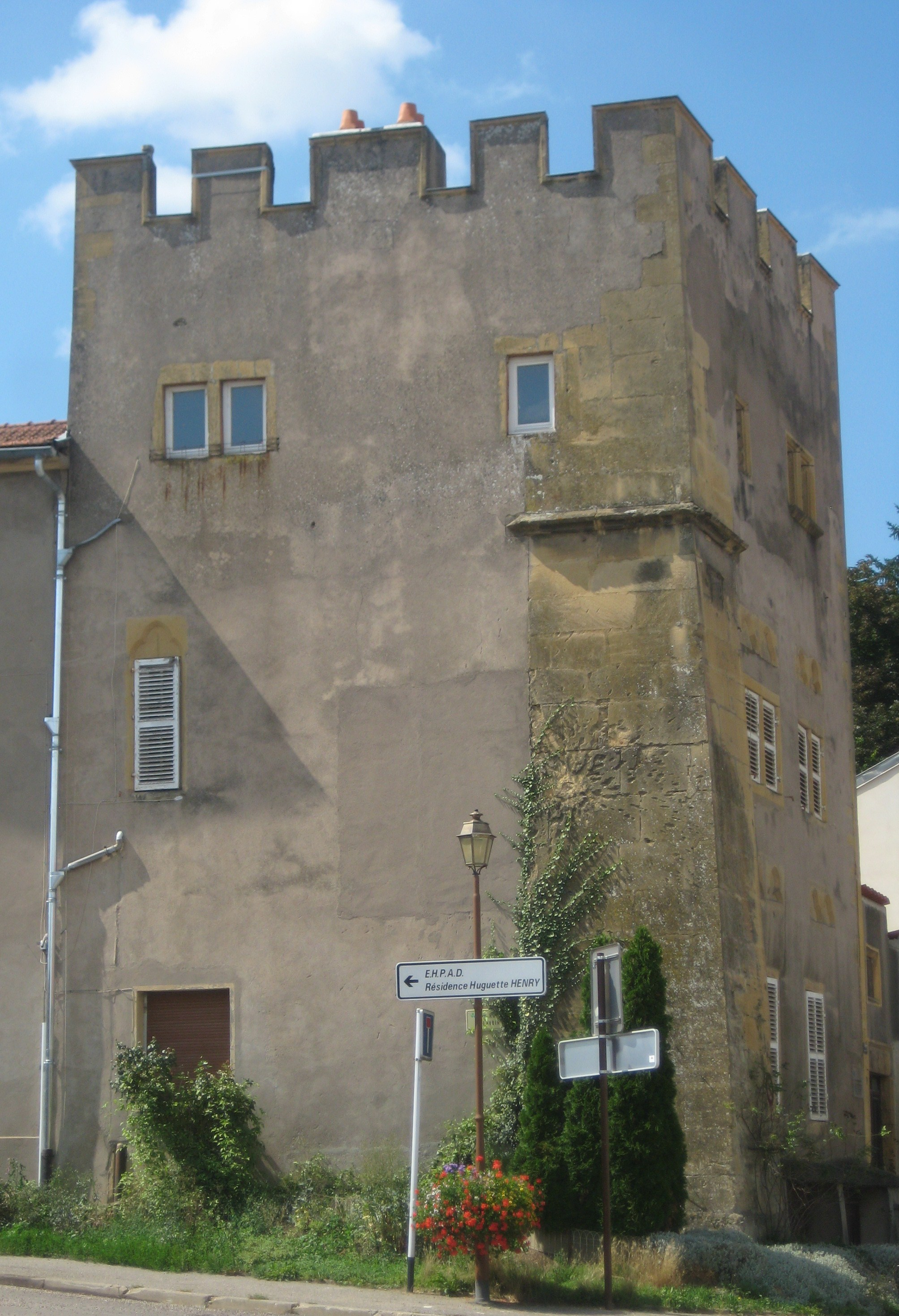
Haute Maison in Woippy

Die Haute Maison (dt. Hohes Haus) in Woippy, einer französischen Gemeinde im Département Moselle in der historischen Region Lothringen, wurde im 15. Jahrhundert an der Südwestecke des Dorfes errichtet. 
Der 14 Meter hohe Donjon wird von einem mächtigen Strebepfeiler an der Ecke gestützt und ist mit Zinnen bekrönt.
Franz Xaver Kraus schreibt: „... im ersten Geschosse gekuppelte gothische Fenster. Im zweiten Geschoss grosser Saal mit sechs sehr einfachen Fenstern (Mitte 15. Jh.).“  
Der Wehrturm wurde zu einem Wohnhaus umgebaut, wobei neue Fenster und eine Garage eingebaut wurden.